# Architecture de la ligne 3 du tramway de Bruxelles
Cette page reprend une partie des bâtiments remarquables se trouvant sur le trajet de la ligne 3 du tramway de Bruxelles.

## Historique et développement du tracé
La ligne du tram 3 de Bruxelles a été créée en septembre 2000, en tant que prolongement de la ligne 23 (qui reliait alors le plateau du Heysel à Churchill) toutefois sans modification conséquente de celle-ci. La ligne 3 relie Esplanade à Churchill en empruntant l’axe prémétro Nord-Sud, le tout comprenant 25 arrêts à travers la ville. Elle a partagé son parcours avec les lignes 23 et 56, et dépassait les 25 km au total, ce qui était le record de longueur dans l’histoire du tramway de Bruxelles. Cette ligne a permis de faire face à des surcharges d’usagers présentes au sein de l’axe Nord-Sud entre autres. La ligne 3 reprend le nord de l’axe Nord-Sud anciennement desservi par la ligne 52. Ainsi la ligne 3 est considérée au même titre que la ligne 4 comme une ligne forte du réseau métro/tram rapide bruxellois mis en œuvre au travers du schéma directeur et du plan tram. Elle fut remise en service depuis le 30 juin 2008. La plus grande partie de cette ligne est en prémétro ou en site propre, ce qui permet à la fois d'éviter les embouteillages et de garantir une desserte régulière à fréquence élevée, y compris aux heures de pointe,.

## Architecture autour de la ligne 3 (Esplanade - Churchill)

### Palais des expositions
- 1930 -1935[5]

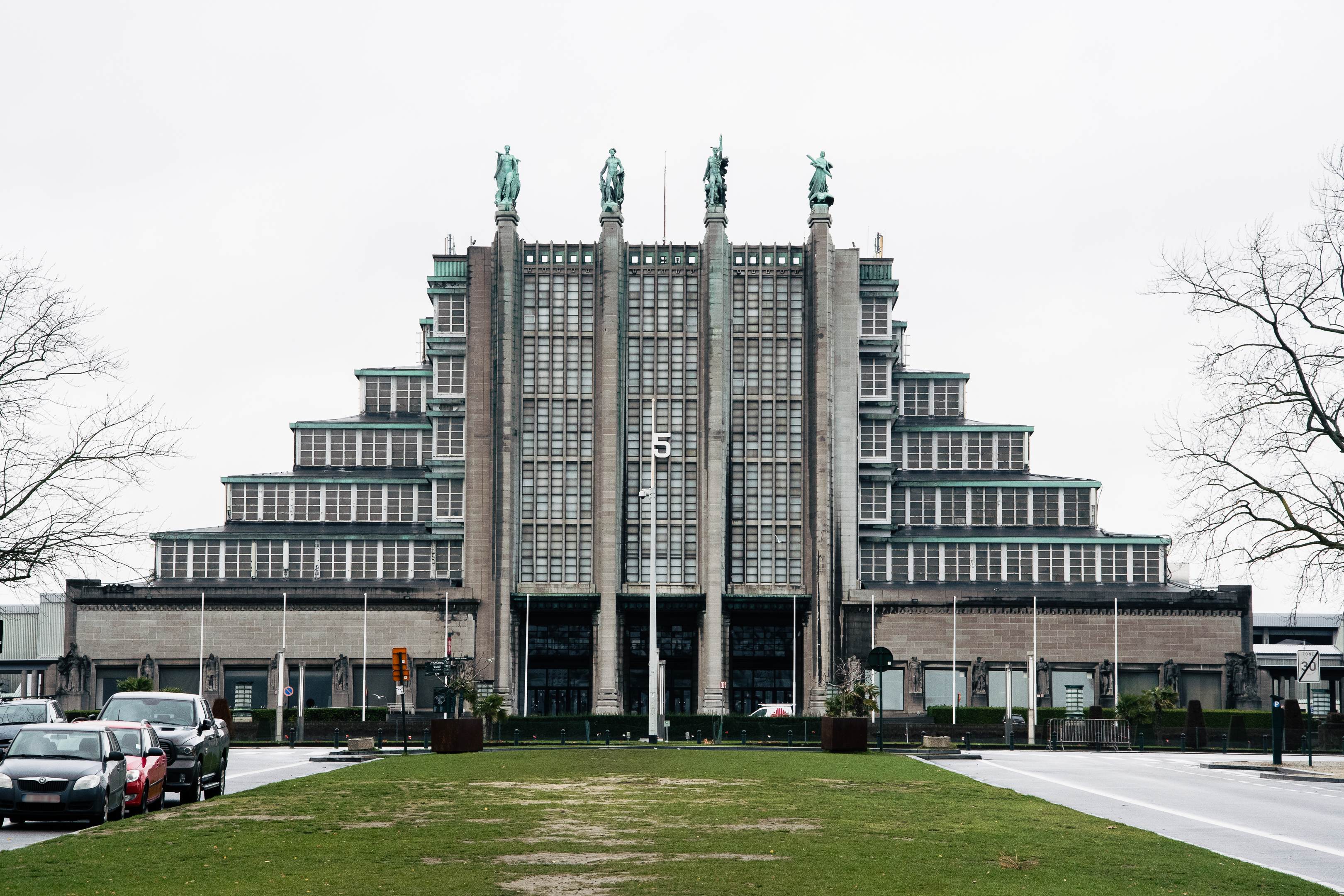
Palais des Expositions

- Avenue Houba de Strooper 692, 1020 Laeken
- Public
- Lieu culturel

Construits à l’occasion de l’exposition universelle de 1935, les Palais des Expositions couvrent actuellement une surface totale de 115 000 m2 répartis sur douze bâtiments s’articulant autour de la place du centenaire. Ceux-ci sont également inaugurés à l’occasion du centenaire du pays. Á l’origine, Léopold II était à l’initiative du développement des 123 hectares du site du Heysel. À sa mort, ses propriétés furent cédées à l’État belge qui décida du plateau du Heysel comme site afin d’y accueillir l’exposition de 1935. Joseph Van Neck est nommé architecte en chef de la Société de l’Exposition Universelle et Internationale de Bruxelles. Véritable laboratoire d’expérimentations, nombreuses furent les innovations constructives et d’architecturales à y voir le jour. Le complexe présente un style Art déco développé lors de l’entre deux guerres. Le bâtiment principal, appelé plus communément le grand palais, couvre une superficie de 14 000 m2. Celui-ci fait preuve de nombreuses prouesses techniques, la portée des douze arcs de la structure du hall principal s’étend ainsi sur pas moins de 86 m. Cette structure en béton armé se déploie comme un immense vaisseau recouvert d’une verrière disposée en gradins de manière à apporter un maximum de lumière. La façade principale est dotée de quatre pilastres rappelant la colonne du Congrès, qui sont eux-mêmes couronnés de quatre statues en bronze de plus de 4 m de hauteur symbolisant le progrès technique observé par la Belgique : la navigation, la traction à vapeur, la traction hippomobile et l’aviation. Victor Bourgeois soigna l’aménagement intérieur selon le thème de la gare modèle.  
Á l’occasion de l’exposition universelle de 1958, le site fut conservé, le complexe légèrement agrandi et la façade principale du grand palais fut momentanément transformée par les architectes Jacques Dupuis et Albert Bontridder afin de correspondre à l’épanouissement des années 1950. Aujourd’hui, le complexe accueille plus d’une centaine d’événements dont le Salon de l’Auto ou encore Batibouw, attirant environ 2,5 millions de visiteurs à l’année.

### Pavillon chinois
- 1901-1910[8]
- Avenue Van Praet, 1020 Laeken
- Public
- Fabrique de jardin

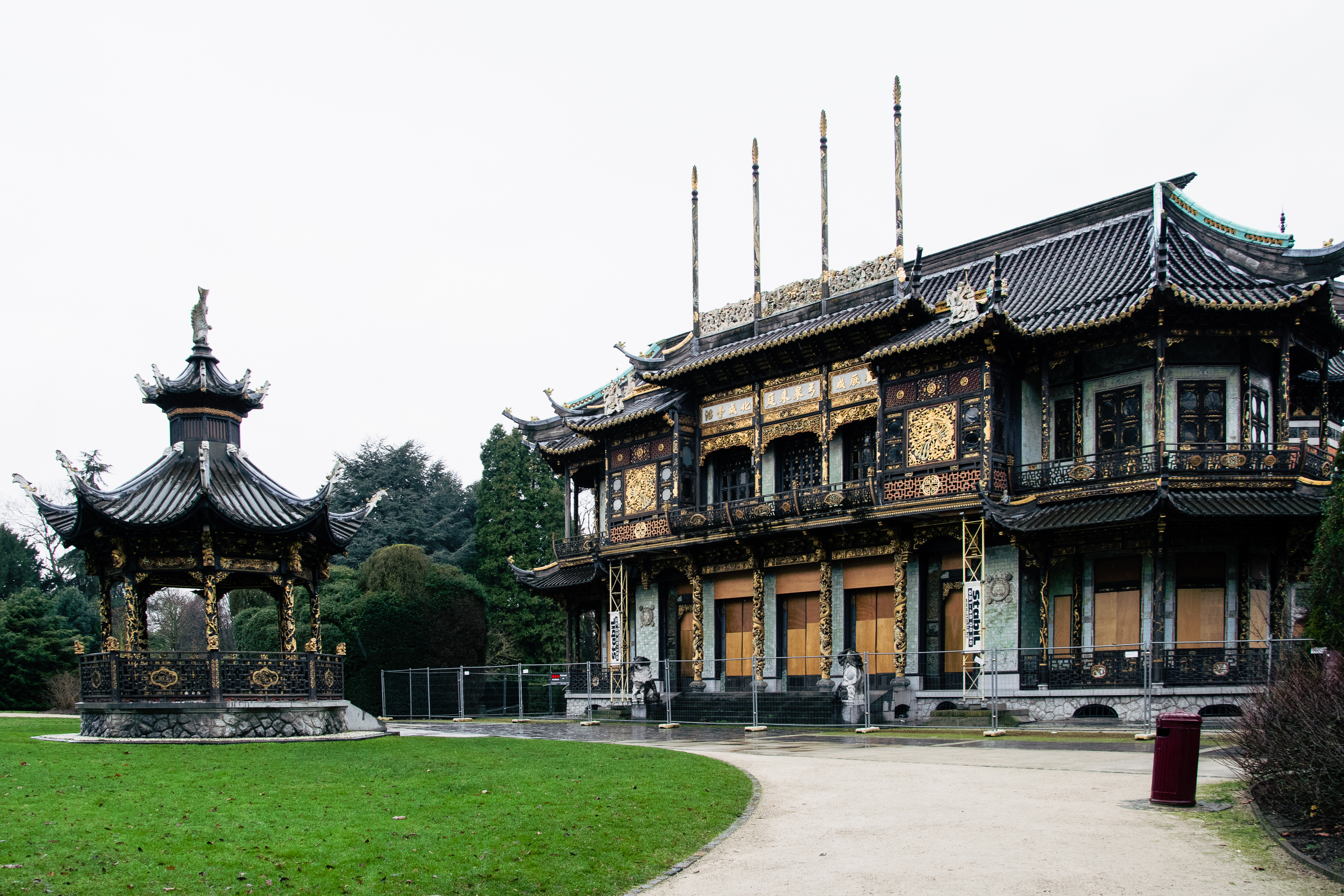
Pavillon chinois.

L’idée de ce complexe asiatique du parc d’Osseghem nait lors de l’exposition universelle de Paris de 1900. Léopold II y assista et fut fort inspiré par la tour japonaise présente lors de celle-ci. Il décida d’en faire réaliser une semblable au domaine de Laeken et commanda au même architecte, Alexandre Marcel, la construction du pavillon chinois ainsi que celle de la tour japonaise. En effet, il avait pour but de présenter ces cultures méconnues afin de stimuler d’éventuels marchés et intérêts commerciaux. La tour japonaise fut construite entre 1901 et 1904. Elle présente une hauteur de 40 m composée de six étages. La construction suivit les règles de l’art japonais ne présentant aucun clou à l’assemblage. Une partie de l’élaboration des éléments ornementaux dont les bois sculptés fut confiée à de réels artisans japonais. D’autres artistes européens furent chargés d’une autre partie comme celle des vitraux de l’escalier confectionnés par Jacques Galland. En ce qui concerne le pavillon chinois, il fut construit quelques années plus tard et accueillit momentanément un restaurant de luxe, mais sans succès. Comme la tour japonaise, certains éléments décoratifs dont la façade polychrome en bois sculpté, proviennent également de Shanghai par souci d’authenticité. Pour l’aménagement intérieur d’appropriation européenne, il est plutôt question du style « chinoiserie » en vogue dans les palais européens du XVIIIe siècle. On y trouve des lustres et des peintures murales aux motifs chinois. Fin du siècle dernier, le pavillon bénéficia d’une rénovation complète en vue d’Europalia Japon grâce à l’aide de l’Institut royal du Patrimoine artistique.

### Serres royales de Laeken
- 1873-1903[11]
- Avenue du Parc royal, 1020 Laeken
- Public
- Serres

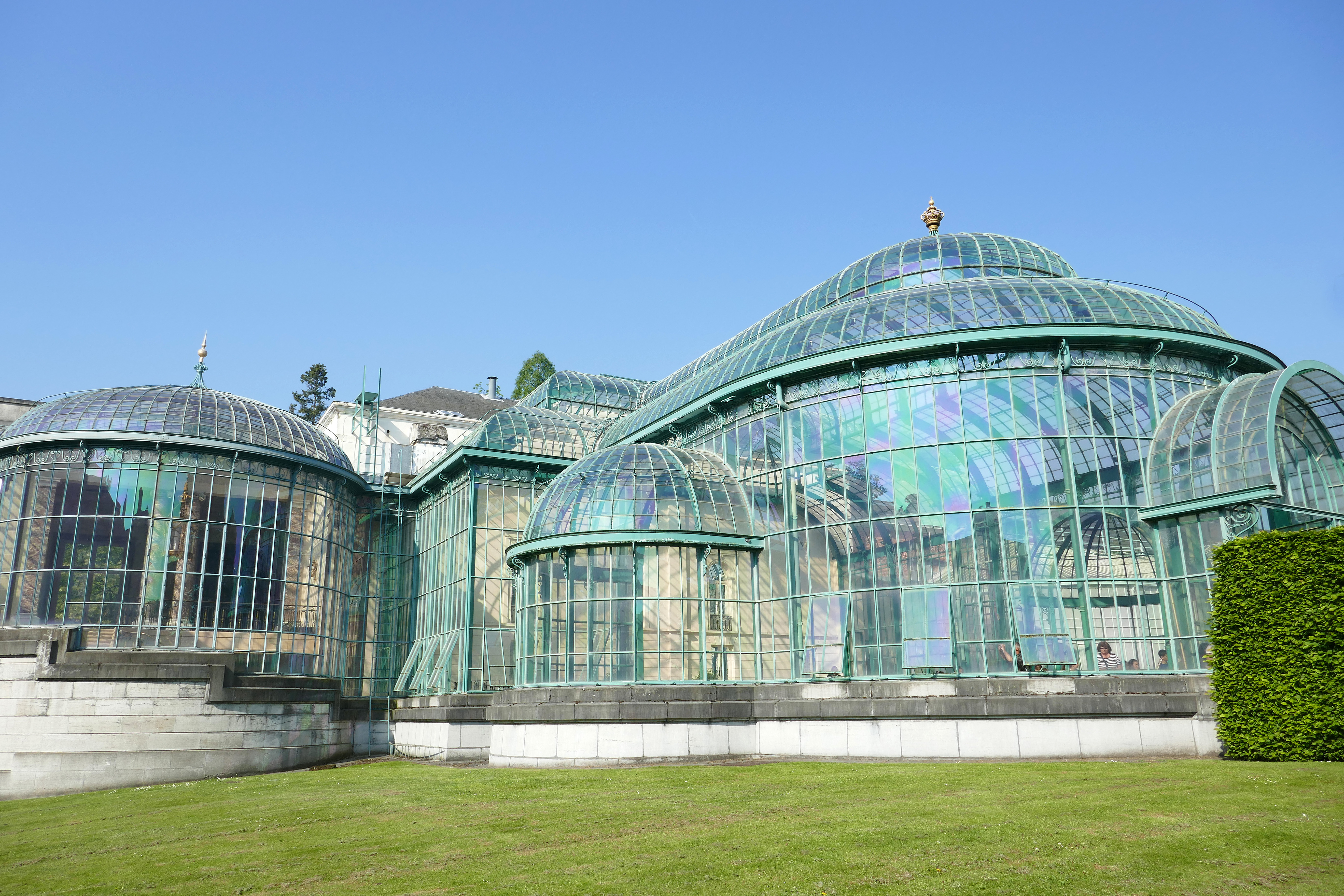
Serres royales de Laeken.

L’idée d’un jardin d’hiver dans le domaine de Laeken germe dans l’esprit de Léopold II à une époque où un véritable phénomène de mode en architecture voit le jour le Crystal Palace à Londres, le Palais des glaces (Glazen Palast[réf. nécessaire]) à Munich grâce aux nouvelles techniques industrielles du travail de la fonte et de l’acier. Conçu comme un symbole de pouvoir colonial royal au Congo belge, Léopold II envisageait ce projet comme un espace multifonctionnel destiné à recevoir et impressionner tout en faisant la promotion de l’industrie belge.
L’architecte Alphonse Balat est chargé du projet. Il s’agit d’un ensemble de serres et de couloirs couvrant une superficie totale d’1,5 hectare dont le style est qualifié comme étant précurseur de l’Art nouveau. Le Jardin d’hiver - le cœur du projet - consiste en une rotonde de 60 m de diamètre pour 30 m de haut, ce qui lui permit d’accueillir plusieurs types de palmiers. Couronnée d’une lanterne, la verrière en forme de coupole repose sur 36 piliers de style dorique. Le jardin d’hiver communique via deux galeries avec la serre du Congo et l’orangerie. Celle-ci fut légèrement transformée depuis sa construction sous Guillaume I en 1817. La serre de l’embarcadère reliée à la serre du Congo fait office de hall d’accueil, elle est de forme longitudinale et couverte d’une voute en berceau. Le plateau des palmiers - deuxième partie du complexe composé de la serre des palmiers ainsi que de l’église de fer - est situé au bord de la propriété. L’église de fer présente un plan d’église en croix byzantine à sept chapelles rayonnantes coiffée d’une coupole octogonale.
Le chauffage de cette ville de verre est assuré par quatorze chaudières alimentant un réseau de 14 km de tuyaux. Les cheminées de chaudières font d’ailleurs partie de la composition par leur intégration décorative. Chaque année au printemps, les serres sont ouvertes au public pendant 20 jours selon les souhaits de Léopold II.

### Familistère Godin de Laeken
- 1880 - 1888[13]

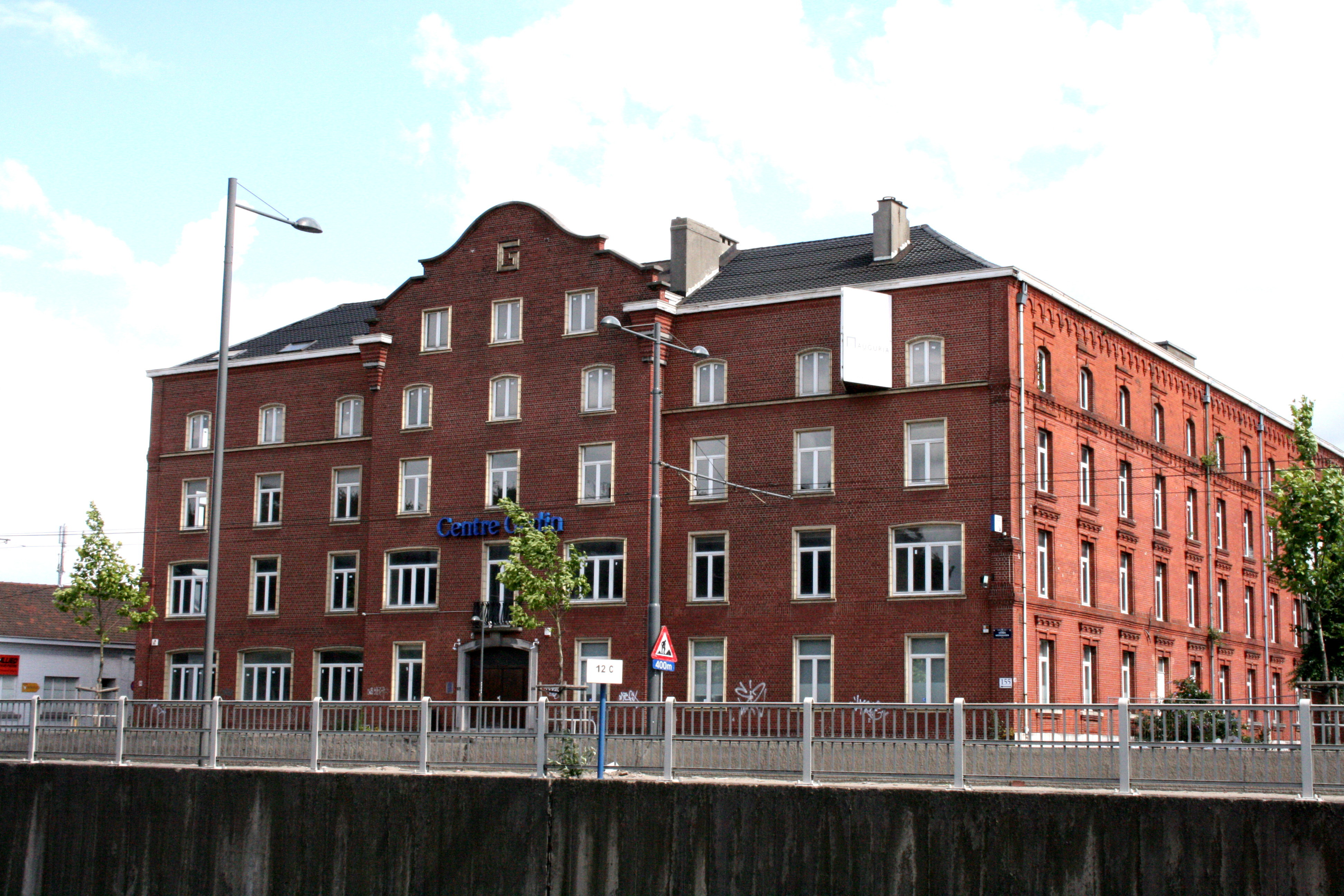
Familistère Godin de Laeken

- Boulevard Lambermont 1, 1000 Laeken
- Privé
- Logement

Le familistère de Laeken se situe le long du canal de Willebroeck, dans le nord de la capitale. C’est grâce à l’émergence des utopies socialistes développées par les philosophes Robert Owen et Charles Fourier que des modèles d’architecture tel que le familistère de Godin voient le jour. Il s’agit d’un phalanstère, lieu promu par des industriels idéalistes destiné à accueillir une communauté avec tous les éléments nécessaires à son bon fonctionnement en vue d’’améliorer les conditions de vies des travailleurs au sein d’un site industriel. Il se présentait comme l’expérimentation d’un palais social pour une société industrielle marquant une transition urbaine entre le parc et la ville. Le familistère était destiné à accueillir les familles d’ouvriers répartis dans un total de 72 appartements agencés autour d’une cour centrale afin d’y organiser des activités collectives. La surface des pièces était de 20 m2 avec une hauteur sous plafond de 3 m. On pouvait trouver des espaces culturels et de commerce au rez-de-chaussée tels des bibliothèques, des magasins et des cafés. L’air, l’espace et la lumière étaient considéré comme des besoins humains essentiels au sein de ce projet. Une attention particulière a donc été apporté à la luminosité grâce au patio central couvert d’une verrière. Afin d’éviter l’effet de serre de celle-ci, un système de climatisation permettait de faire pénétrer l’air par le sous sol via des bouches de ventilation, ce qui créait une réserve d’air frais pour l’été et chaud pour l’hiver. Le bâtiment perd sa fonction à partir de 1968. Un projet de reconversion en hôtel d’entreprise voit le jour, cependant il échoua. Vingt années plus tard, en 1988, seul le bâtiment du familistère fut classé contrairement à l’usine dont il était dépendant. Aujourd’hui le bâtiment appartient au centre public d’association sociale de Bruxelles et fut mis en vente en 2018,.

### Gare du Nord
- 1952[16]

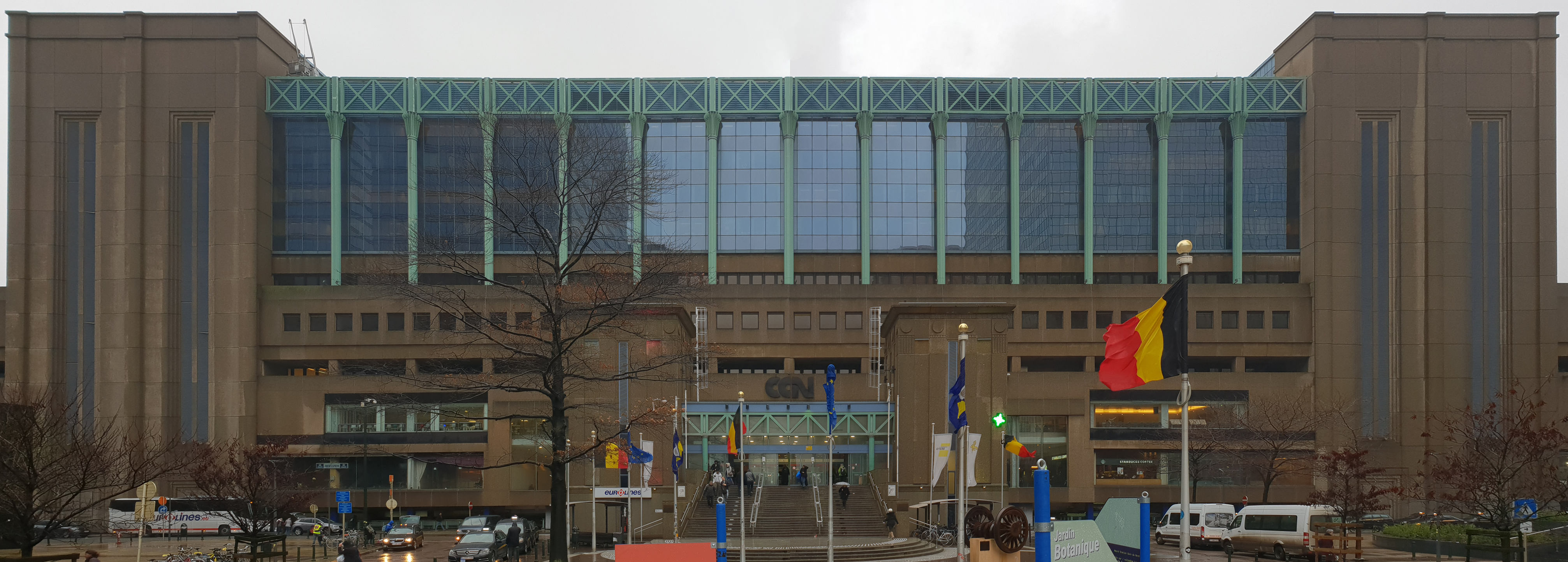
Gare du Nord

- Rue du Progrès 76, 1030 Schaerbeek
- Public
- Gare ferroviaire

La gare actuelle, n’est pas la première gare qui fut construite à cet emplacement. La toute première station de Bruxelles fut Bruxelles-Allée Verte, entrée en service le 5 mai 1835. Plus tard, à la suite de l’utilisation croissante des chemins de fer, on décide la construction de deux stations : Bruxelles-Midi (Station des Bogards) et Bruxelles-Nord. La station de l’Allée Verte n’était qu’un simple enclos comprenant un pavillon de vente de billets et s’était vite révélée insuffisante. On transféra donc le service voyageurs à la nouvelle gare de Bruxelles-Nord. Cette dernière fut érigée entre 1841 et 1846 selon les plans de l’architecte François Coppens : le bâtiment principal était flanqué de deux pavillons d’angles et les voies se trouvaient couvertes par une vaste verrière. Plus tard, la station des Bogards devint à son tour insuffisante. Une extension étant économiquement impossible, on recula les différentes stations vers le nord. Malgré tous ces efforts, le trafic croissant imposa un agrandissement de Bruxelles-Nord, le recul de la station vers Schaerbeek et la création d’une jonction du Nord vers le Midi. Ces travaux commencèrent en 1911, mais à la suite de divers problèmes et de l’interruption du chantier par les guerres de 1914-1918 et de 1940-1945, ils ne reprirent qu’en 1944, pour se terminer vers 1952. Finalement, la première gare de Bruxelles-Nord fut démolie en 1956. Aujourd’hui, Bruxelles-Nord est une des trois plus grandes gares de la zone urbaine de Schaerbeek avec les gares Centrale et du Midi.[pas clair] Elle comporte douze voies et dessert un quartier d’affaires avec des sièges d’administration et de grandes entreprises. Elle est cependant devenue une gare de passage depuis la jonction Bruxelles-Midi,.

### Place Charles Rogier
- 1846[20]

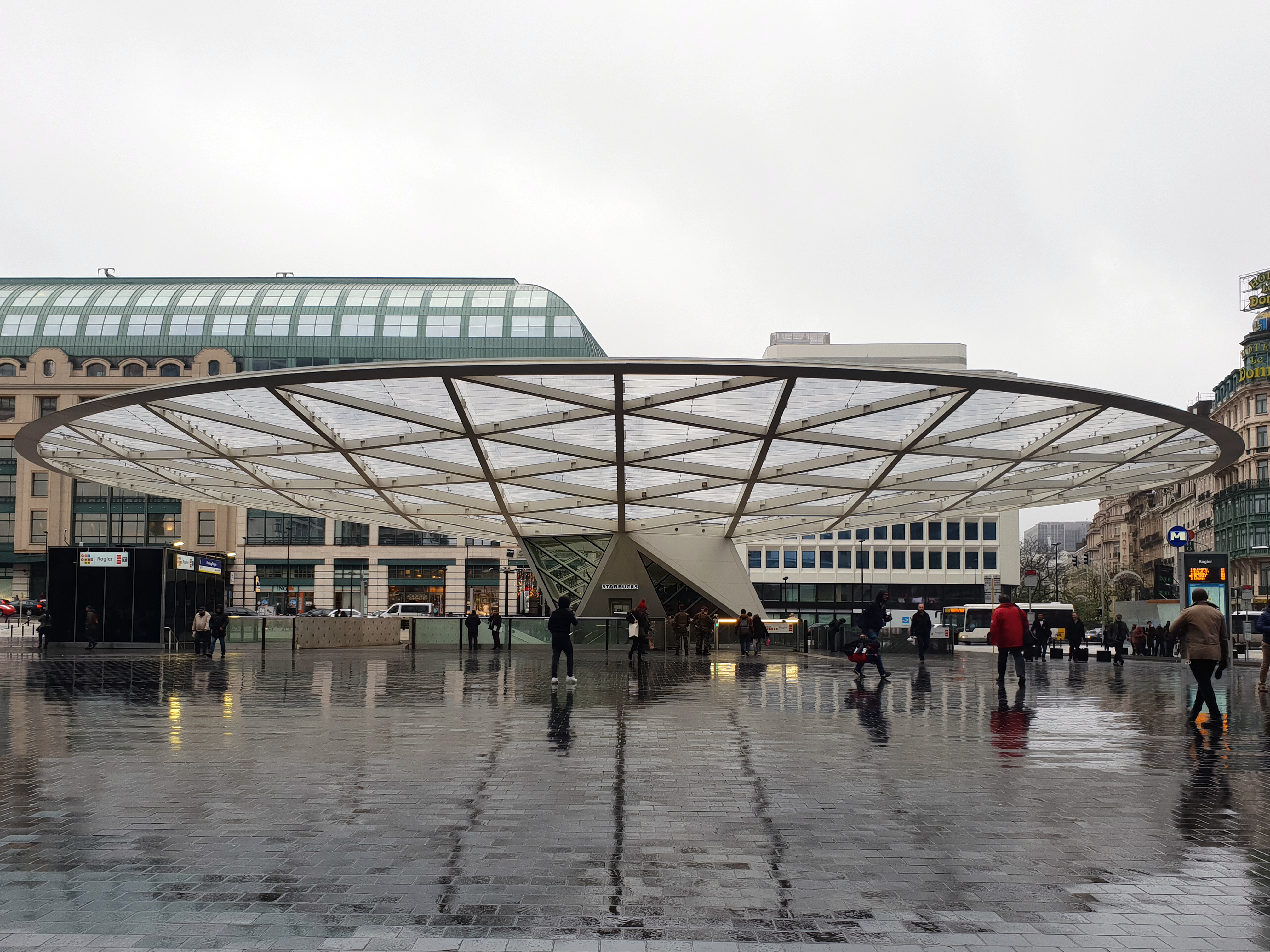
Place Charles Rogier

- Place Charles Rogier, 1210 Saint-Josse-ten-Noode
- Public
- Place

La place Charles Rogier souvent abrégée “place Rogier”, porte ce nom depuis 1885, année de la mort du ministre libéral Charles Rogier. La place, qui fut d’abord appelée “des Nations” ou “de Cologne”, fut tracée selon un plan d’ensemble décrété par arrêté royal le 02.09.1840 en prévision de la construction d’une nouvelle gare. François Coppens en dressa les plans et les travaux s’achevèrent en 1846. À l’époque, la place était très animée par les transports en commun qui y circulaient. La gare du Nord s’y tenait, dans un style évoquant l’architecture des palais de la Renaissance. De plus, elle était bordée de maisons d’esprit néoclassique, aux façades enduites et peintes dont plusieurs abritaient des hôtels pour voyageurs. Son aspect n’a cependant jamais cessé de se transformer. Début 1850, elle fut aplanie, éclairée et pavée. Dans le tournant du siècle, on modifia le style des bâtiments qui la bordaient. Mais lors de la démolition de la gare en 1956, son aspect fut bouleversé. Car la gare, une fois déplacée de plusieurs centaines de mètres vers le nord, provoqua un changement dans le paysage, la privant de son bâtiment principal. Puis plus tard, vers 1970, on assista à l’apparition de divers immeubles-tours. Actuellement, elle est entourée par de nombreux hôtels, bureaux et commerces dont certains témoignent d’un important patrimoine architectural. Les transports en commun se trouvent à présent en souterrain, cependant elle reste un nœud de communication important. En 2006, elle a bénéficié d’un réaménagement total. Il s’y trouvait auparavant une petite pyramide de verre, mais désormais elle est connue pour son gigantesque auvent lié à la station Rogier, créé par le bureau d’architecture XDGA.

### Place de Brouckère
- 1870[23]

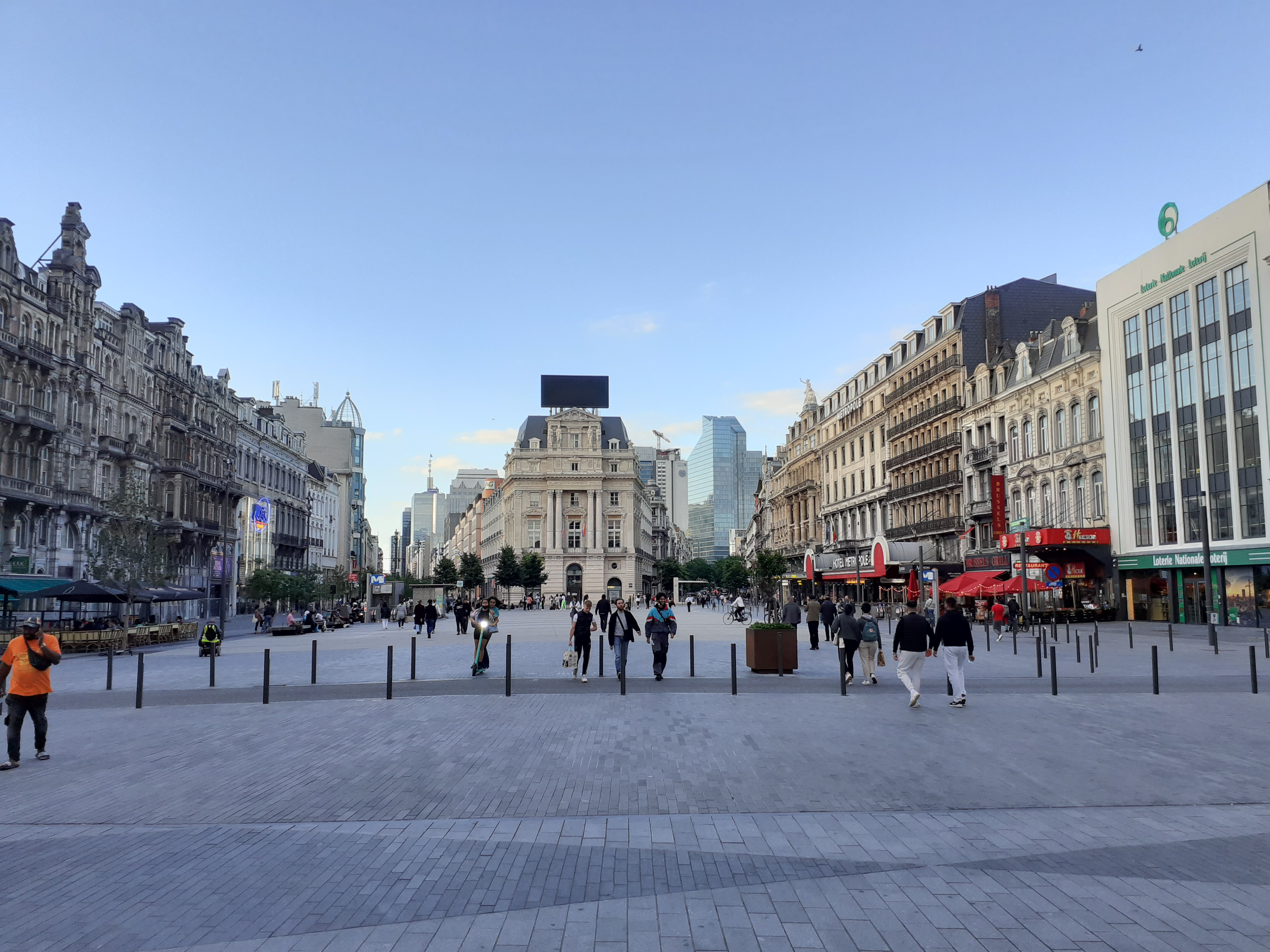
Place de Brouckère

- Place De Brouckère, 1000 Bruxelles
- Public
- Place

La place de Brouckère, qui fut construite vers 1870, est une des places centrales de la ville de Bruxelles. Elle fut nommée ainsi en l’honneur de Charles de Brouckère, bourgmestre de la ville et professeur à l’ULB, qui a joué un rôle politique important lors de la révolution belge de 1830. Elle se situe dans la perspective du boulevard Anspach, qui fut ouvert pour relier la gare du Midi et celle du Nord, au XIXe siècle, s’inspirant de grandes percées urbaines telles que réalisées à Paris, Vienne et Madrid. La place était à l’origine tournée vers l’église des Augustins, une imposante construction baroque de l’architecte Jacques Franquart (1620-42). Elle présentait notamment, en son milieu, une fontaine-obélisque ornée de sculptures et toute une suite d’immeubles imposants aux façades travaillées, qui auraient, pour certaines, été primées lors de concours. Parmi ces bâtiments importants se trouvaient l'Hôtel Métropole et l’Hôtel Atlanta. Par son rôle de place d’hyper-centre, elle a attiré dans ses environs des lieux de plaisir, de théâtre et toutes sortes d’atmosphères au fil des époques. En effet, dès le XIXe siècle elle s’emplit de lieux de fêtes au travers de ses cafés-hôtels et se nourrit de culture dédiée à la classe bourgeoise, avec notamment le Théâtre National qui s’installa à proximité de celle-ci. Dans les années 1930, c’est le Cinéma Eldorado qui prend place en ses bords. Dans la période d’après-guerre, ses énormes enseignes lumineuses en font un mini-broadway bruxellois, avec en son centre, le pavillon “Centre d’information de l’Exposition 58”. Un peu plus tard commença une période de paupérisation du quartier, durant laquelle plusieurs immeubles furent abandonnés. Depuis 1977, elle a été complètement réaménagée et pourvue d’un accès au métro en son centre,.

### Hôtel Métropole
- 1872 - 1874[25]

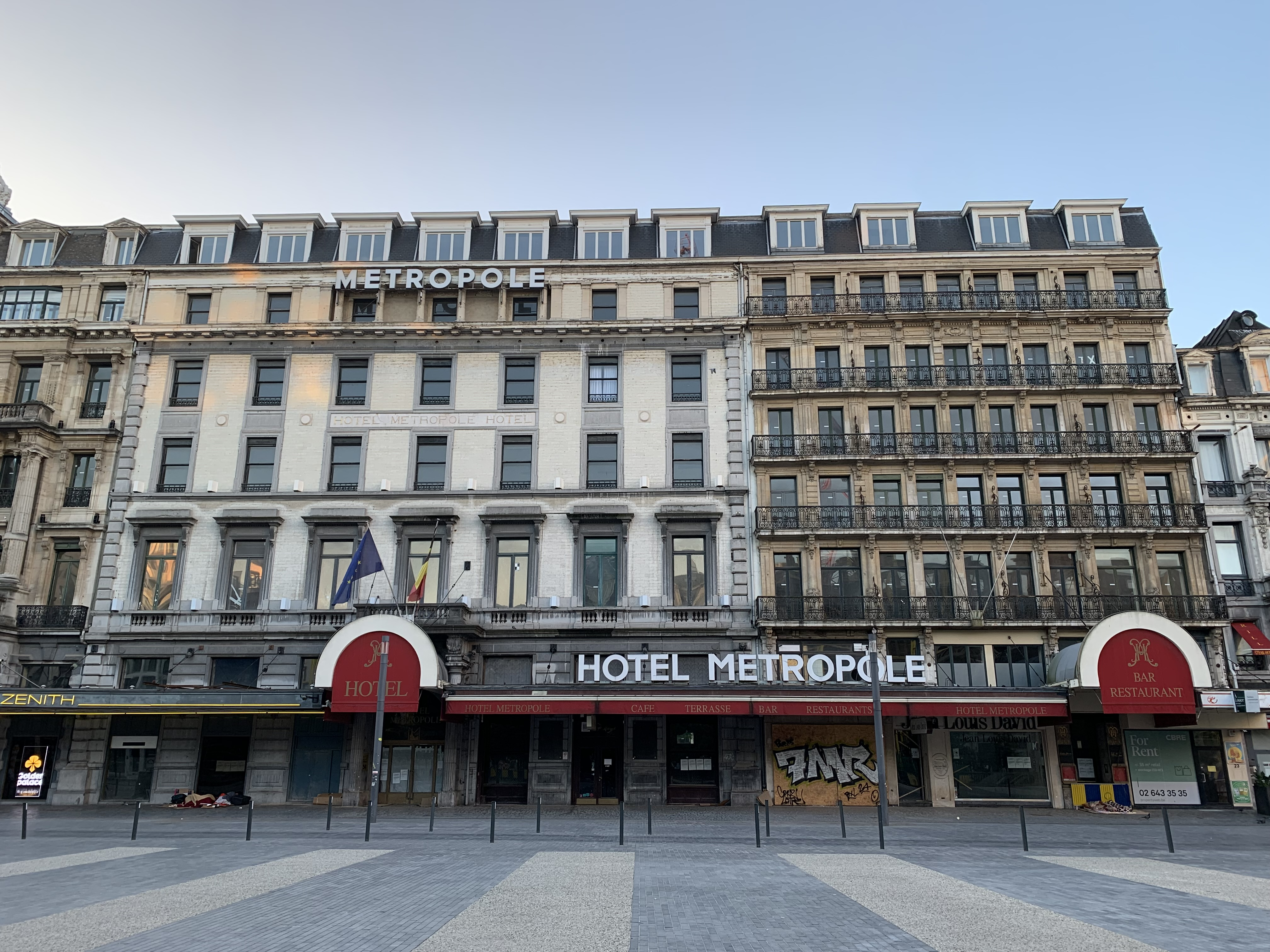
Hotel Metropole

- Place De Brouckère, 31, 1000 Bruxelles
- Public
- Hôtel

Le bâtiment de l’hôtel principal est construit vers 1872-1874 par l’architecte Antoine Trappeniers pour la Caisse générale d’épargne et de retraite. En 1891, il est acheté par les brasseurs Wielemans-Ceuppens qui ont pour objectif la promotion de leurs bières. Ils le font transformer par Alban Chambon en un luxueux hôtel, qui fut inauguré dès 1894. En 1911, le premier Congrès de Physique Solvay se tint entre ses murs. L’intérieur du bâtiment est luxueux en style éclectique à caractère Renaissance française, avec quelques influences de style Empire ou légèrement orientalistes et notamment des vitraux célébrant l’héritage Art nouveau de Bruxelles. Tout cela conservé majoritairement dans l’état réalisé par Chambon. Comme l’explique bien Pierre Mardaga : “En son sein, il y a un riche emploi de matériaux variés jouant sur les couleurs tels que le marbre, la brèche, le stuc, l’or, le bois, le fer, les miroirs et vitraux. Ainsi qu’un véritable travail raffiné des lambris, frises, caissons, manteaux de cheminées et luminaires. Le tout couronné par un vestibule luxueux éclairé par un lanterneau, avec ascenseur d’origine et escalier d’honneur en ferronnerie.” Aujourd’hui, hôtel de classe internationale et l’un des trois plus importants de Bruxelles, c’est désormais un établissement cinq étoiles, disposant de 262 chambres élégantes dont 22 suites, toutes ayant un style propre (art déco, art nouveau, style moderne). Il a été classé monument historique en 2002, a gagné divers concours, mais a aussi été le lieu de divers tournages de films. Pour terminer, il est le seul établissement de la ville datant du 19e siècle, qui soit encore en activité,,.

### Marché aux Poissons
- 1882 - 1884 // 1955[27]

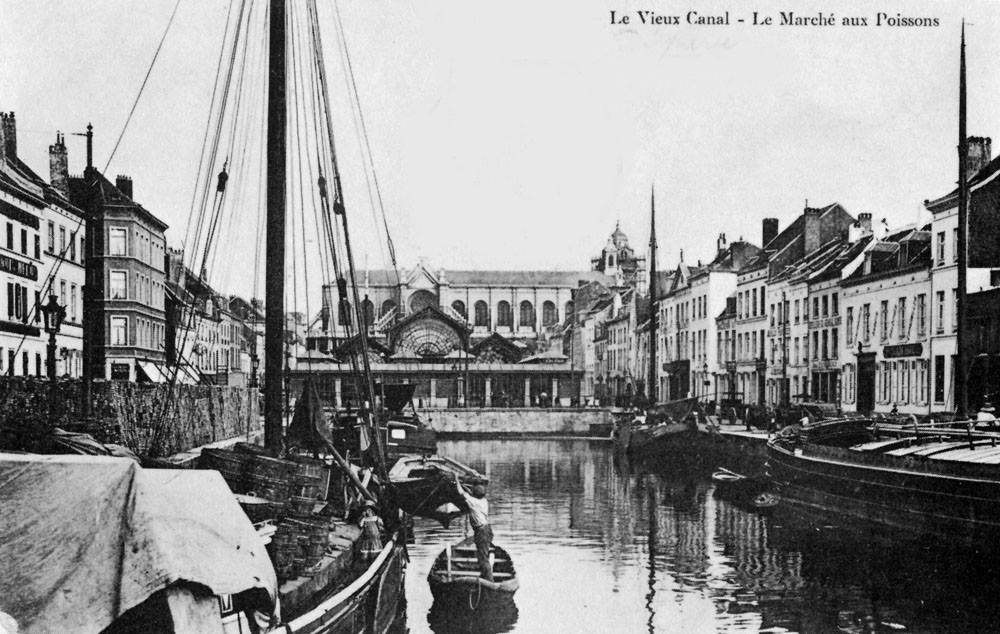
Marché aux poissons

- Marché aux Poissons, Dansaert, 1000 Bruxelles
- Public
- Place / Marché

À l’époque, le marché aux poissons avait lieu à divers endroits de la ville de Bruxelles. Tout d’abord, il fut créé en 1289 par le duc Jean Ier et la corporation des poissonniers, le long du Marché-aux-Herbes, entre la Grande Boucherie et la rue de la Montagne. Jusque 1604, il se trouvait sur le coin de la rue de la Colline. Plus tard, après l’apparition du nouveau port, il prit place dans le quartier du Béguinage près de la Senne, cependant sans réelle infrastructure existante. Finalement, le “Nouveau Marché aux Poissons” s’installa entre les quais aux Briques et au Bois-à-Brûler, sur une partie de l’ancien “bassin des Marchands” remblayée en 1878. Celui-ci fut désormais établi dans des halles métalliques couvertes de verrières, dessinées selon les plans de l’architecte Léon Jules De Blois en 1882-1884. Il fut d’ailleurs le premier marché à galerie couverte de ce type : une construction de fer et de verre pouvant contenir jusqu’à 80 échoppes. Après plusieurs années de service, dépassé par la concurrence des poissoneries s’installant aux alentours, l’ensemble des halles fut démoli en 1955. Elles laissèrent place à un parking puis finalement, vers 1970, à un plan d’eau d’agrément rappelant l’ancien bassin existant jadis. On y réinstalla entre autres la fontaine Anspach. Aujourd’hui, les lieux ont conservé cette dénomination populaire de Marché aux Poissons et son souvenir passé persiste au travers des nombreux commerces et restaurants à poissons et crustacés enveloppant la place. Depuis 2000 environ, le lieu donne désormais place, durant les fêtes de fin d’années, aux “Plaisirs d’hiver”, Féeries et cabanons attirant les visiteurs par centaines de milliers,,.

### Halles Saint-Géry
- 1881[30]
- Place Saint-Géry, 1000 Bruxelles
- Public

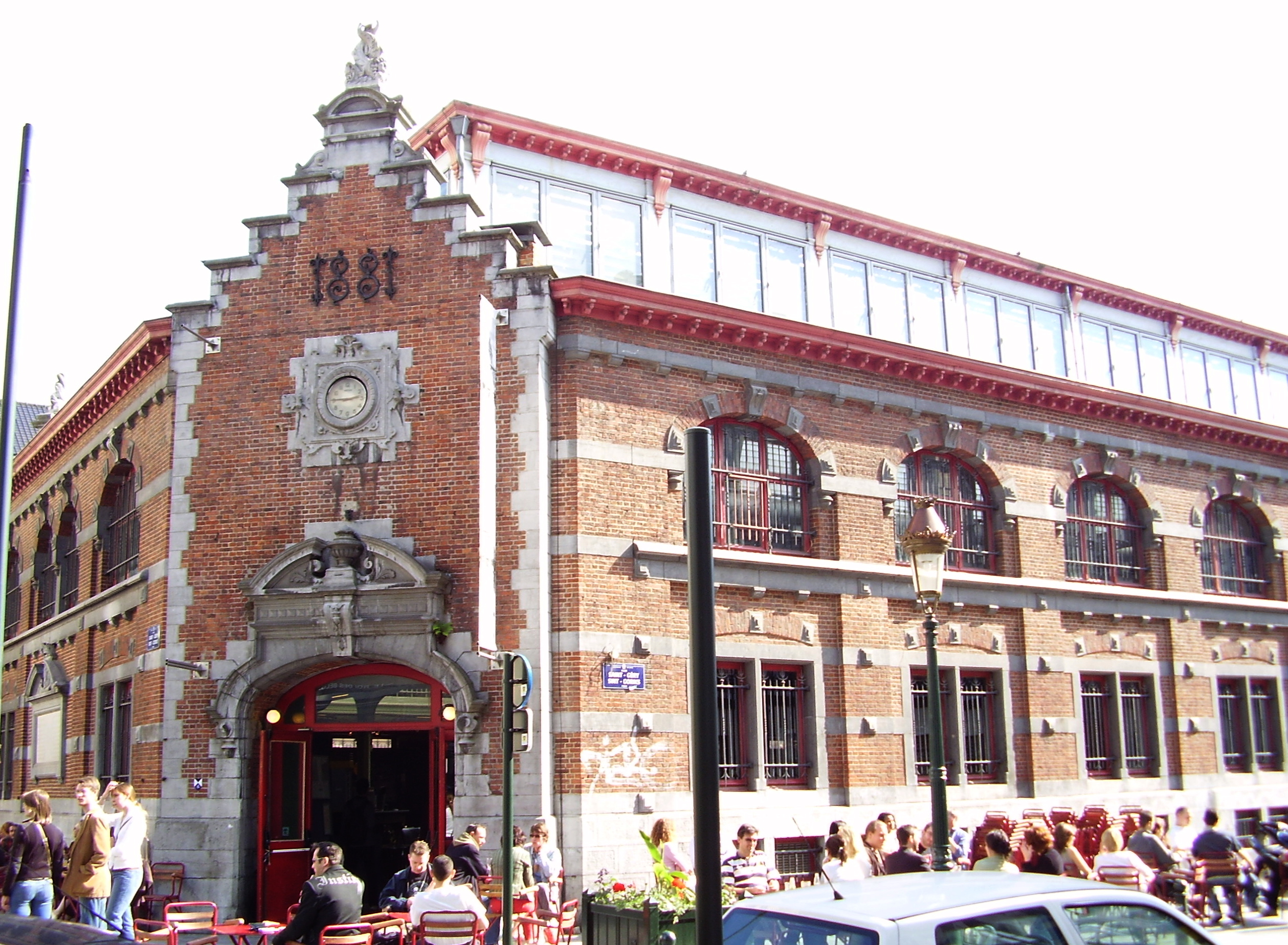
Halles Saint-Géry

- Avant : Marché couvert Maintenant : Lieux d’exposition

Se trouvait à cet endroit tout d’abord une petite chapelle devenue paroisse au XVIe siècle ensuite une église gothique. Cette dernière, abritait les reliques de Sainte Gudule avant qu’elles ne soient déplacées au milieu du XIe siècle dans la future cathédrale du même nom. Cette localisation était le centre de plusieurs petites îles formées par les différentes ramifications de la Senne. À l’époque, le monument coupait la circulation entre le port de Bruxelles et la Grand-Place. Un tunnel fut donc construit sous le chœur de l’église et un marché nommé « Kalvermerkt » s’y tenait autour (marché aux veaux). C’est entre 1798 et 1801 que l’église fut rasée par des révolutionnaires français. À la place fut aménagée une place publique avec en son centre une fontaine / obélisque de 12 mètres datant de 1767 et provenant de la cour principale de l’abbaye Norbertine de Grimbergen. Le socle de cet obélisque provenait de l’ancienne statue de Saint Géry. Cette fontaine permit d’alimenter les habitants du quartier en eau. À partir de 1867, la place a accueilli le marché des Récollets qui dû se déplacer à cause des travaux de voûtement de la Senne. C’est plus tard, dans les années 1880, et poussé par la mode des marchés couverts que l’architecte Vanderheggen construit les Halles de Saint-Géry. Il s’agit d’un remarquable monument néo-renaissance flamande composé d’une ossature métallique comportant des caves voutées. Il fut inauguré en 1882. Le marché se composait alors de quatre rangées de doubles étals et un comptoir de vente. Le marché connut une forte période de succès avant de subir un certain déclin après la seconde guerre pour enfin fermer ses portes le 28 février 1977. C’est seulement en 1987 qu’il fut classé et il faudra attendre 1999 avant qu’il ne soit réhabilité et géré par la région de Bruxelles-Capitale. L’obélisque est toujours au centre de l’édifice qui abrite maintenant un centre d’information et d’exposition dédié au patrimoine et au cadre de vie des Bruxellois,,.

### Église Notre-Dame-de-Bon-Secours
- 1664 - 1694[34]

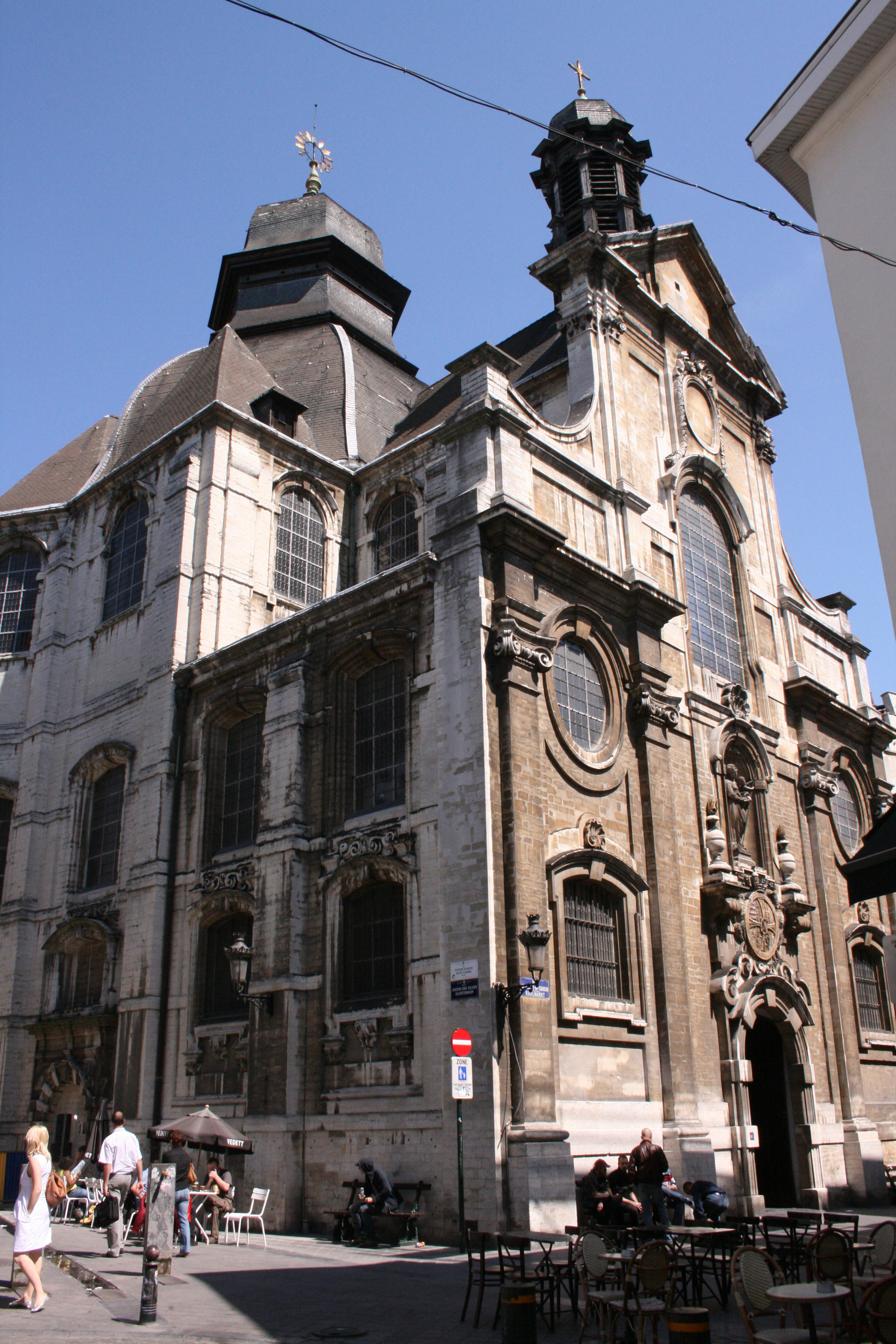
Église Notre-Dame du Bon Secours

- Rue du Marché au Charbon 91, 1000 Bruxelles
- Public
- Édifice religieux

Au XIIe siècle, une petite chapelle se trouvait déjà à cet emplacement. Après cette chapelle, une première église fut construite, celle-ci dédiée à saint Jacques le Majeur. Cette église, comme expliqué dans « Description historique et topographique de Bruxelles et ses environs», était l’une des plus fréquentées de la ville. Son nom fut défini en 1625, lorsqu’un maître-cordonnier (Jacques Meeus) fit la découverte d’une statue de la Vierge Marie. Très rapidement celle-ci devient objet de vénération et l’édifice religieux prit ce nom, attribuant à cette statue un pouvoir miraculeux. Description selon A.Ferrier : «(...) Détruite par le bombardement en 1695, elle fut rebâtie comme on la voit aujourd’hui. Elle est en forme de dôme, et remarquable par l’exactitude et le bon gout de l’architecture. Son portail est l’un des plus beaux qui se trouvent dans cette ville. Le maitre-autel est de marbre et fort orné de sculptures. Aux deux côtés de l’entrée du chœur, on a placé un tableau en médaillon représentant une Vierge à mi-corps, assise et tenant l’enfant Jésus : l’une d’elles à un carme à ses genoux, c’est Notre-Dame du Mont-Carmel : ce sont deux jolis tableaux, d’un coloris très suave, peints par de Landstheer. » Son plan est particulier, il ne suit pas la croix latine traditionnelle mais plutôt l’architecture italienne basée sur le cercle. Les autels latéraux sont dédiés à saint Joseph et saint Jacques le Majeur. La façade est ornée d’un blason de Charles de Lorraine et d’une niche abritant une statue de la Vierge datant de 1910. À l’intérieur, notons encore la présence d’une statue en bois polychrome de Notre-Dame de Bon Secours datant du XIVe siècle. La maison jointe à cette église était une ancienne fondation permettant aux pèlerins de faire une étape durant leur pèlerinage vers Saint-Jacques-de-Compostelle. Ils pouvaient faire là une pause de plusieurs jours et recevoir des dons de nourriture,,.

### Palais du Midi
- 1875 - 1880[38]

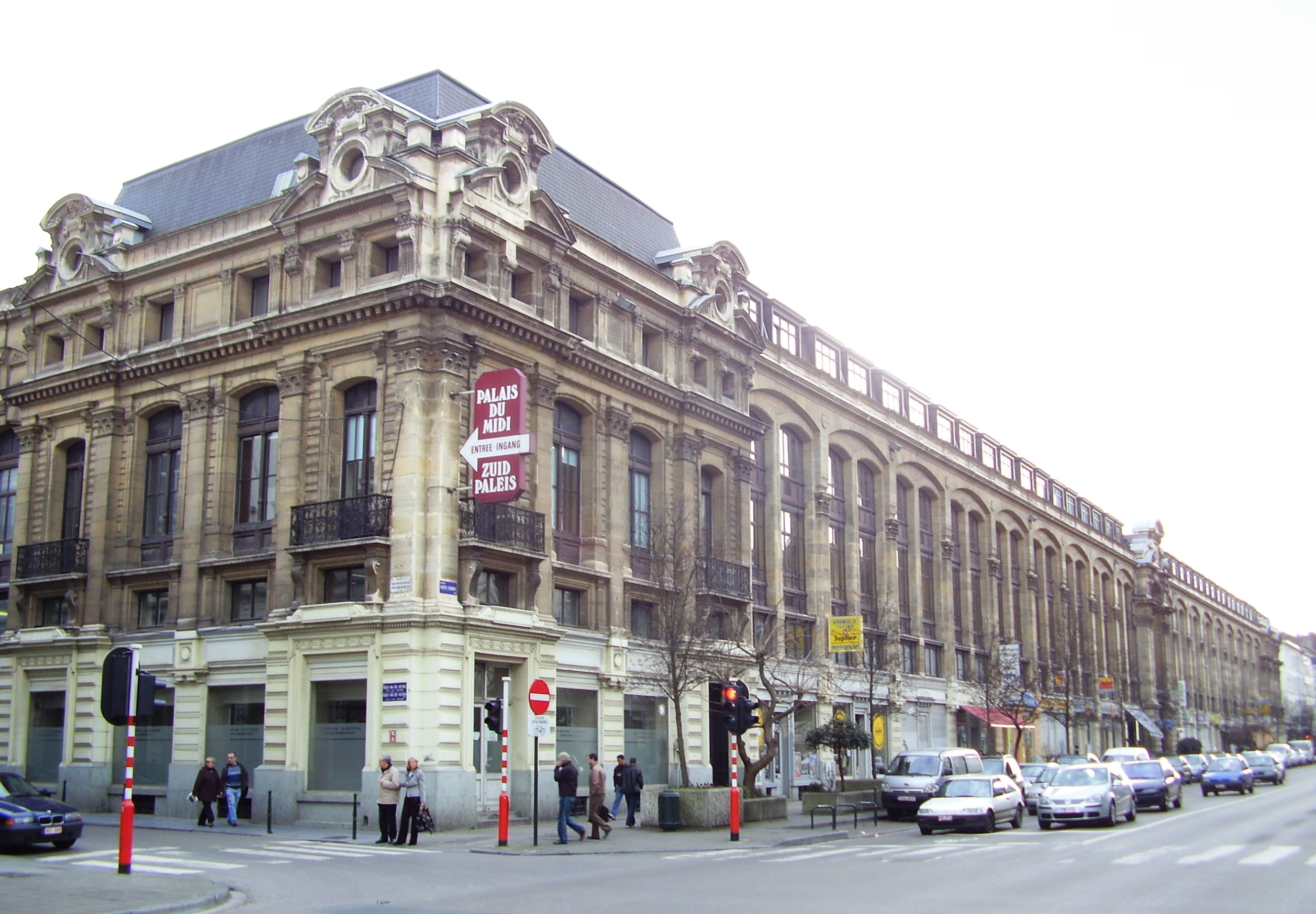
Palais du Midi

- Rue Roger van der Weyden 3,1000 Bruxelles
- Public
- Avant : Espace commercial et de loisirs Maintenant : Centre sportif

Le Palais du Midi, situé sur le boulevard Maurice Lemonier (ancien boulevard du Hainaut) fut construit entre 1875 et 1880 par l’architecte Wynand Janssens sur demande de la Compagnie des Marches. Construit à l’emplacement d’un ancien marché couvert, sa construction avait pour but de relancer et stimuler l’activité économique de cette portion du Boulevard qui à l’époque était jugée moins prestigieuse. Il devait regrouper un ensemble de boutiques associées à des espaces de loisirs. Ce complexe fait partie des premières constructions sur les nouveaux voûtements de la Senne, réalisés entre 1867 et 1872 par le bourgmestre de Bruxelles de l’époque ; Jules Anspach. Il est l’une des dernières traces des mutations commerciales de la deuxième moitié du XIXe siècle. Construit tardivement dans un secteur délaissé, il ne fonctionna que modérément et abrita au fil du temps diverses fonctions. Son architecture était composée à l’origine de nombreux éléments classiques utilisés en décoration. Les pilastres sont similaires partout dans le bâtiment, ce qui a contraint à multiplier les éléments de transitions pour adapter les différentes élévations. Durant le XXIe siècle, la façade a fait l’objet d’une rénovation ayant plusieurs buts. Le premier, rendre plus attractif les commerces en leur offrant une meilleure visibilité mais aussi de rendre plus harmonieuse et cohérente la relation du bâtiment avec son quartier afin d’assurer un lien avec la Gare du Midi et le reste de la ville. Aujourd’hui il abrite le principal centre sportif de Bruxelles. En effet, plus de 170 000 personnes viennent chaque année y pratiquer un sport dans diverses disciplines (le basket, la danse, etc.) ou même des activités sportives spécialement adaptées aux seniors. Des travaux de réaménagement et de modernisation sont en cours, les espaces sportifs ayant été jugés déplorables et vétustes,,.

### Maison du peuple
- 1905[42]

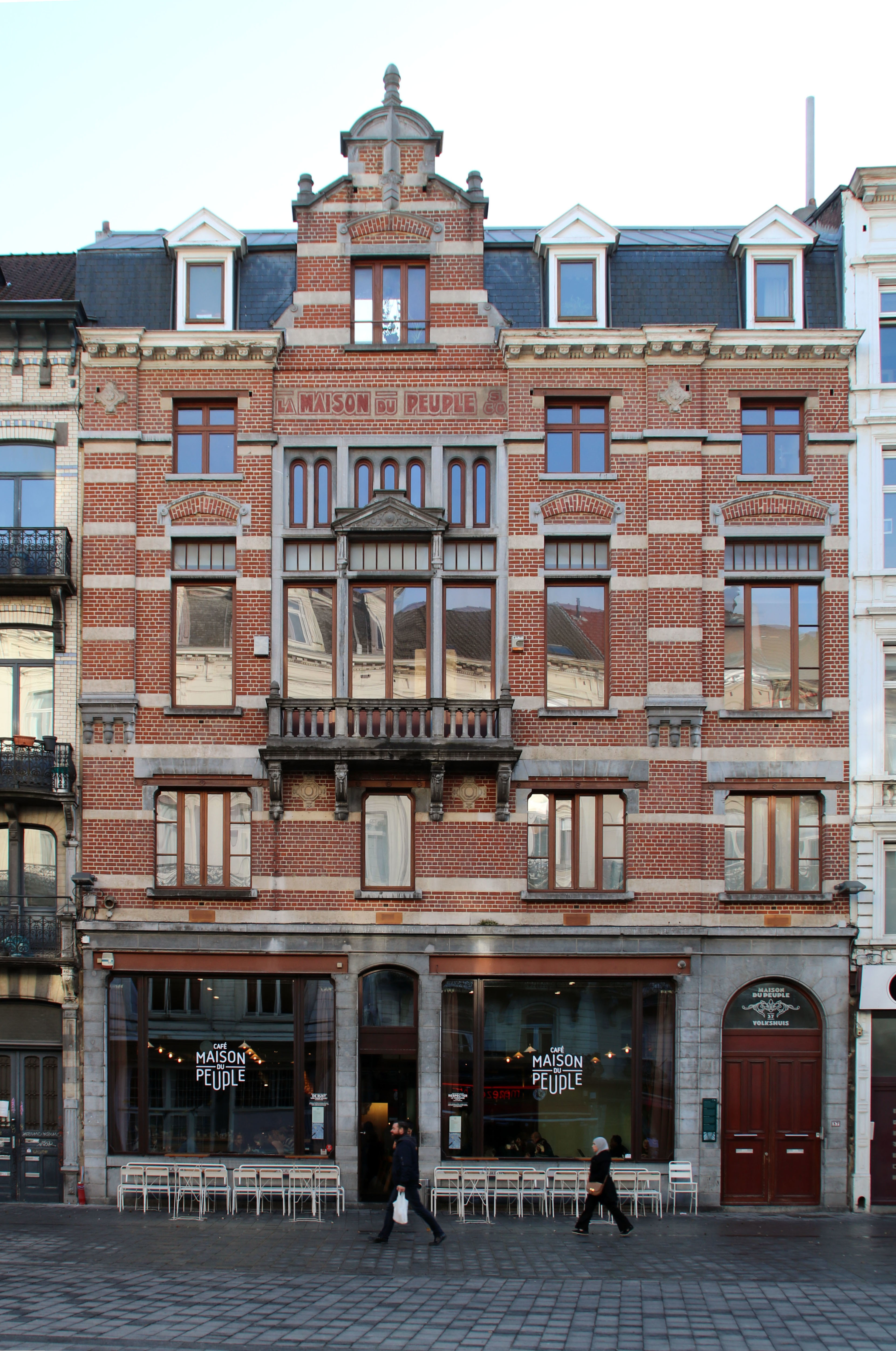
Maison du peuple.

- Parvis Saint Gilles 39, 1060 Saint-Gilles
- Public
- Avant : Société coopérative de Bruxelles
- Maintenant : bar, brasserie, salle de spectacle

Cet édifice, construit en 1905 et inauguré en 1906, est la quatrième maison de ce genre de la ville de Bruxelles. Ces bâtiments étaient des lieux où pouvait se rencontrer la classe ouvrière. Ils permettaient convivialité, solidarité, accessibilité à la culture et à l’éducation, et cela pour l’ouvrier. C’est dans des lieux comme celui-ci que cette classe ouvrière a pris conscience qu’elle pouvait se battre afin de réclamer de meilleurs droits politiques, notamment l’accès à l’éducation. Celle-ci fut construite par l’architecte Alfred Malchair grâce à la main d’œuvre d’ouvriers bénévoles de la coopérative. Les discussions tenues ici étaient souvent axées sur la culture ou les débats politiques. Durant son histoire, cette Maison du peuple a connu plusieurs faits marquants ; comme le discours prononcé par Lénine en 1914 ou encore Paul-Henri Spaak qui y fait ses premières armes avec l'Action socialiste. En 1918, elle connaît ses heures de gloire lorsqu’elle est transformée en cinéma. À la suite de problèmes au sein de la coopérative, le bâtiment ferma ses portes dans les années 1960. Des commerces ont donc pris place pendant ce temps et les fonctions furent multiples au point qu’il servit d’église entre 1991 et 1995 avant de fermer ses portes. L’édifice est divisé en deux volumes. L’un, de plus petite taille, présente un style de façade néo-Renaissance flamande et l’autre de taille plus importante se situe à l’arrière. La Maison du peuple, rouverte en 2002 sous forme de salle polyvalente, est depuis une nouvelle infrastructure culturelle qui permet d’accueillir des activités socio-culturelles dans le centre historique de Saint-Gilles,,.